# گیتا گویندام
گیتا گویندام (به انگلیسی: Geetha Govindam) فیلمی محصول سال ۲۰۱۸ و به کارگردانی پاراسورام است. در این فیلم بازیگرانی همچون ویجی دوراکوندا، راشمیکا ماندانا، نیتیا منن، سوباراجو، راهول رامکریشنا، ناجندرا بابو، گیری بابو و آنو امانوئل ایفای نقش کرده‌اند.